# Ia Blứ
Ia BLứ là một xã thuộc huyện Chư Pưh, tỉnh Gia Lai, Việt Nam.
Xã Ia Blứ có diện tích 191,15 km², dân số năm 2006 là 4.688 người, mật độ dân số đạt 25 người/km².